# Langston Hughes
James Mercer Langston Hughes (n. 1 februarie 1902 - d. 22 mai 1967) a fost un scriitor și editorialist american.
Figură marcantă a liricii afroamericane, a scris poeme, referitoare la situația populației de culoare, străbătute de disperare și revoltă în ritm sincopat și astfel a creat o nouă formă de artă poetică, poezia jazz.
În povestirile sale de răsunet internațional, militează pentru egalitatea în drepturi a tuturor oamenilor.

## Scrieri
- 1926: Blues-uri obosite ("The Weary Blues")
- 1950: Simple își spune părerea ("Simple Speaks His Mind")
- 1957: Simple și-a luat nevastă ("Simple Takes a Wife")
- 1957: Simple ridică pretenții ("Simple Stakes a Claim").

## Vezi și
- Listă de dramaturgi americani
- Listă de piese de teatru americane